# Xã Spring Lake, Quận Ward, Bắc Dakota
Xã Spring Lake (tiếng Anh: Spring Lake Township) là một xã thuộc quận Ward, tiểu bang Bắc Dakota, Hoa Kỳ. Năm 2010, dân số của xã này là 29 người.